# Teston

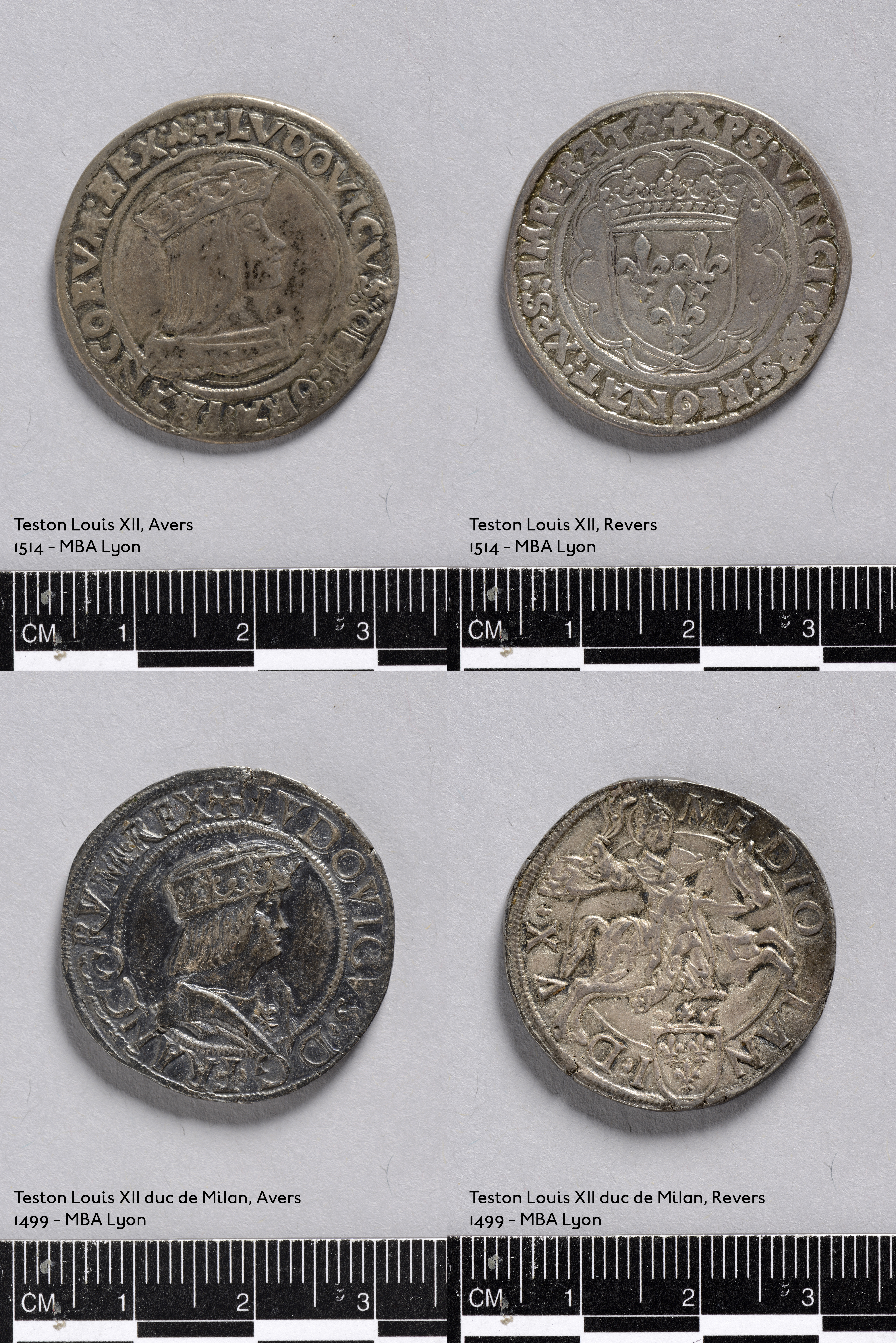
Testons de Louis XII, avers et revers, 1499 et 1514, musée des beaux-arts de Lyon.

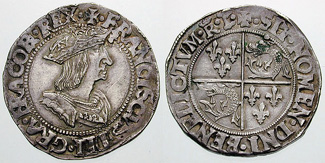
Teston de François Ier dit du Dauphiné pesant 9.32 grammes (vers 1540).

Le teston, est une ancienne monnaie française d'argent créée par Louis XII par l’ordonnance du 6 avril 1514 et confirmée sous François Ier par l’ordonnance de 1540. Le teston est la première monnaie lourde d'argent frappée en France.
D'après le lexicographe Richelet, le teston est une pièce d'argent qui équivaut à dix sols et quelques deniers et dont la particularité est de présenter sur l'un de ses côtés le portrait du souverain, d'où son nom (de l'italien testone signifiant « tête »). Son poids est de 9,54 g et il fut frappé des demi-testons. 
Les premiers testons furent fabriqués en 1450 à Milan par les Sforza qui rétablirent ainsi l'usage initié par la Rome antique de faire figurer le portrait du souverain sur la monnaie. En devenant duc de Milan en 1504, Louis XII se réappropria cet usage pour les monnaies françaises, tandis que les testons milanais circulèrent en Provence et dans le Dauphiné.
Les testons furent frappés sous Henri II, Charles IX (où son cours monta à 14 sols) et Henri III, lequel fit suspendre leur fabrication en 1577 pour les remplacer par des quarts et huitièmes d'écu mais aussi des francs en argent. Ils furent démonétisés sous Louis XIII en 1641, son cours équivalant alors à 19,5 sols.
Il fut frappé des testons en Lorraine, en Suisse, dans le duché de Savoie, au Portugal, au Brésil, en Écosse, etc.